# Castell de la Clua (Bassella)
El Castell de la Clua és un edifici de Bassella (Alt Urgell) declarada Bé Cultural d'Interès Nacional.

## Descripció
Restes de murs antics, una part aprofitats per un casal tardà al cim del poble prop l'església.

## Història
El castell de la Clua fou venut pel comte Ermengol l'any 1029 a Bonfill i la seva muller Amaltruda. L'any 1042, Almatruda i els seus fills van donar el castell, amb els seus termes i pertinences, a la canònica de Santa Maria de la Seu d'Urgell.